# Ascodipteron wenzeli
Ascodipteron wenzeli är en tvåvingeart som beskrevs av Hastriter 2007. Ascodipteron wenzeli ingår i släktet Ascodipteron och familjen lusflugor.
Artens utbredningsområde är Vietnam. Inga underarter finns listade i Catalogue of Life.